# Escudo de Concordia
El escudo de armas del municipio de Concordia en el estado de Sinaloa, México, fue diseñado por Luz Patricia Tirado Murray.
Se pueden observar cuatro cuarteles y un centro dentro del escudo. El primer cuartel simboliza a las tribus indígenas, xiximes, totorames y acaxes que poblaron la región, misma a la cual llamaron Almololoa que en su lengua pinut, significaba "tierra de víboras", por ello el hombre al lado de una serpiente. El segundo cuartel representa la época colonial, recordando a quienes introdujeron su cultura y su religión católica, por ello la armadura española. El tercer cuartel siboliza la fecha del 20 de febrero de 1865, cuando los franceses incendiaron Concordia, durante la intervención francesa. El cuarto cuartel representa la economía de Concordia: la industria mueblera, artesanal y minera, por ello la mecedora, la olla de cerámica y el faisán ya que en Pánuco (pueblo del municipio) se encuentra una mina que llevaba el nombre de "Faisán". Por último, al centro se encuentra la Diosa de la Concordia, que significa la paz y la unión entre los pueblos. 
- Datos: Q5837953